# Fräulein Laut
Fräulein Laut, eigentlicher Name Kathrin Fasching, ist eine österreichische Sängerin aus Sebersdorf in der Steiermark. Bekannt wurde sie durch ihre Teilnahme bei der Puls-4-Castingshow Herz von Österreich.

## Biografie
Kathrin Fasching nahm 2010 am Popkurs an der Musikhochschule Hamburg teil und gründete dort mit vier anderen Teilnehmern aus Österreich und Deutschland ihre Band mit dem Namen Fräulein Laut, den sie auch für sich selbst verwendet. Sie ist Sängerin und Gitarristin und schreibt ihre Songs in steirischem Dialekt selbst. 2013 nahmen sie ihr Debütalbum Diese Lieder auf.
Noch vor Veröffentlichung bewarb sich Kathrin Fasching Ende des Jahres an der Castingshow Herz von Österreich und wurde aus 4000 Kandidaten für eine der acht Vorrunden ausgewählt. Nach ihrem Vorrundenauftritt am 3. Jänner 2014 wurde ihr Beitrag Manchmal denk i no an di von Rainhard Fendrich als Download veröffentlicht und stieg auf Platz 31 der österreichischen Charts ein. Damit war sie zwar mit den Verkäufen die Erfolgreichste ihrer Gruppe, die Zuschauerabstimmung und damit die Finalteilnahme ging aber an Johannes Spanner.

## Diskografie
Album
- Diese Lieder (2014)

Lieder
- Manchmal denk i no an di (2014)
- Die Sunn (2014)
- Weit weg (featuring Murau International Music Festival, 2015)